# Murder, She Boat
«Murder, She Boat» (с англ. — «Она перевезла в лодке убийство») — девятая серия тридцать пятого сезона мультсериала «Симпсоны». Впервые вышла 17 декабря 2023 года в США на телеканале «Fox».
Серия посвящена памяти сценариста Нормана Лира, который умер 5 декабря в возрасте 101 года. В 2017 году Лир сыграл в «Симпсонах» самого себя в серии «Mr. Lisa’s Opus».

## Сюжет
Мардж находит в почтовом ящике старые чеки с пособием, поступившие во время пандемии. Лиза предлагает семейный отдых в круизе на яхте. На причале по-началу Гомера это приятно удивляет, пока он не понимает, что это поп-культурный круиз, полный ботанов- косплееров.
Лиза замечает на борту своего кумира — Тайка Вайтити. После их разговора, внезапно из динамиков раздается объявление о том, что прибыли король и королева круиза — продавец комиксов и его жена Кумико. Джефф рассказывает, что он принес с собой на корабль свою редчайшую, ошибочно выработанную, фигурку Радиоактивного человека с когтями Росомахи, произведённую только в двух экземплярах. Барта злит появление продавца комиксов, и он заявляет, что круиз испорчен. Мардж интересуется, чем продавец комиксов ему не угодил, и Барт рассказывает, что за две недели до круиза, он написал свой комикс и принёс его Джеффу, а тот уничтожил его и публично унизил перед другими детьми. Барт объявляет, что отомстит продавцу комиксов…
В тот вечер, когда продавец комиксов заставляет людей платить, чтобы посмотреть на его фигурку, Барт призывает не жалеть этого, ведь он рушит чужие мечты, и желает, чтобы кто-то разрушил то, что дорого ему. В этот момент внезапно гаснет свет. Когда он снова загорается, то обнаруживается, что у фигурки Радиоактивного человека пропала голова. В этом обвиняют Барта, поскольку у него был мотив, и на его щеке находятся три царапины, которые, похоже, были сделаны когтями фигурки и к тому же он бывалый проказник. В результате Барта арестовывают и заточают в тюрьму корабля.
Гомеру и Мардж сообщают, что, когда корабль причалит к берегу, его перенаправят в настоящую тюрьму. Барт пытается убедить родителей в том, что он этого не делал, но они ему не верят. Лиза приходит к брату и мальчик пытается убедить сестру, что он не виновен. Чтобы это доказать, он сознаётся сестре в своей прошлой лжи. В конце концов, Лиза верит ему.
Лиза хочет очистить имя брата, но понимает, что одна она не справится. И тут на помощь вызывается Тайка Вайтити, с которым Лиза недавно познакомилась. Вместе они приступают к расследованию «убийства». Начинают они своё расследование с допроса: они допрашивают пассажиров, недолюбливавших продавца комиксов: Милхауса (изначально фигурка была его, но его отец продал её Джеффу за «смешную» цену), Сайдшоу Мела (Джефф натравил армию Интернет-троллей, чтобы Мэла сняли со съёмок в фильме) и Кумико (она устала от того, что её муж предпочитает фигурку, а не её). Однако, оказывается, что у многих пассажиров есть мотив к мести продавцу.
Когда Лиза возвращается в свою каюту, она находит голову Радиоактивного человека под кроватью Барта и понимает, что он соврал ей. Однако вскоре к ней приходит Райнер Вульфкасл и говорит, что видел, кто украл голову фигурки, потому что в тот вечер он был в своих очках ночного видения. Перед тем, как сказать имя, в него прилетает щит Капитана Америки, из-за чего он теряет сознание. Лиза преследует того, кто это сделал, но теряет его. Вместо этого она находит только надоедливого Тайку Вайтити, который ест остатки пищи с соусом Веджимайт. Озадаченная Лиза огорчается ещё больше, но вдруг к ним подбегает Кумико и говорит, что продавец комиксов пропал…
На следующий день, у Вайтити, после беседы с Лизой и Кумико, появляется своя окончательная теория, но чтобы её рассказать ему не хватает публики. После этого Тайка собирает всех на палубе, чтобы объявить свои выводы по расследованию. Он получил из Великобритании бумагу о том, что фигурка Радиоактивного человека застрахована на 980 тысяч фунтов стерлингов (примерно 1 миллион долларов США). Поэтому, по мнению Вайтити, продавец комиксов сымитировал «убийство», чтобы получить страховые выплаты, подставил Барта и скрылся.
Во время поздравлений Тайка Вайтити Лиза замечает что-то необычное на коробке Радиоактивного человека. Поискав в Интернете Лиза заявляет о своей версии, в которой виновник — это… сам Тайка Вайтити. Девочка рассказывает: так как экземпляров два, возможно, кто-то, сломал свою фигурку Радиоактивного человека (второй экземпляр), узнав, что в США есть другая, точно такая же фигурка, он пошел в круиз специально, чтобы он мог заменить свою сломанную фигурку на фигурку продавца комиксов. Лиза говорит, что вторую фигурку продали в Новой Зеландии. Там слово «color» (рус. цвет) пишется через букву «u» («colour»), как на коробке сломанной фигурки. А единственный уроженец Новой Зеландии на борту — Тайка. Все пассажиры согласны с этой теорией, но Вайтити говорит, что у них нет доказательств. Поэтому комнату Тайка обыскивают, где находят не повреждённую фигуру. Тогда Тайка Вайтити арестовывают.
В то же время пассажиры продолжают поиски продавца комиксов и идут в единственное место, куда бы он никогда не пошел — в спортзал. Джефф рассказывает им, что когда Лиза с Тайкой начали допрашивать пассажиров, он поставил туда камеру и видел записи допросов. По словам людей, он понял, что все его ненавидят, и его жена чувствует, что теряет его. Он пошел в спортзал, чтобы спрятаться от всех и подумать, но застряёт. После того, как продавца комиксов нашли, Барта освобождают. Он благодарит Лизу за то, что она всегда верила в него, несмотря ни на что.
В сцене во время титров продавец комиксов выбрасывает фигурку в воду и возвращается к жене, с которой танцует на палубе.

## Производство
Серия вышла в 20:30 вместо привычного 20:00.

## Культурные отсылки и интересные факты
- Музыкальный монтаж «The Nerd Boat» (с англ. — «Корабль ботанов») является пародией на заставку ситкома «The Love Boat» (с англ. — «Корабль любви»). По словам исполнительного продюсера Мэтта Селмана, чтобы «Симпсоны» получили лицензию на слова пародии на «Корабль любви», творческой команде пришлось изменить одну реплику диалога, назвав это «устаревшей пародией»[2].
- Фильм, из которого Мела исключили «Нелепая гонка: Дорога пряности» (англ. Wacky Races: Furry Road) основана на мультсериале 1968 года «Нелепая гонка» (англ. «Wacky Races»), а название, одновременно, является отсылкой к постапокалиптическому фильму «Безумный Макс: Дорога ярости» (англ. «Mad Max: Fury Road»)[3].
  - Вместе с Сайдшоу Мелом должен был сниматься Тимоти Шаламе.
- Среди мотивов для убийства также есть[4]:
  - Диско Стю — Диско Стю тоже ненавидит продавца комиксов (англ. Disco Stu hates CBG too)
  - Отто — продавец комиксов украл его КБД (англ. CBG stole his CBD)
  - Нед Фландерс — продавец комиксов высмеял БОГа (англ. CBG mocked GOD)
  - Чалмерс — продавец комиксов съел его обе-ед! (англ. CBG ate his din-ner!)
  - Человек-шмель — продавец комиксов ненавистный (исп. El hombre des las historietas es odioso)

## Отзывы
Во время премьеры серию просмотрели 2,08 млн человек с рейтингом 0.5, что сделало её вторым самым популярным шоу на телеканале Fox той ночью, после «Крапополиса».
Сайт «Bubbleblabber» оценил серию на 9/10.